# Sapho bicolor
Sapho bicolor är en trollsländeart som först beskrevs av Selys 1853.  Sapho bicolor ingår i släktet Sapho och familjen jungfrusländor. IUCN kategoriserar arten globalt som livskraftig. Inga underarter finns listade i Catalogue of Life.